# Thymoites indicatus
Thymoites indicatus är en spindelart som först beskrevs av Banks 1929.  Thymoites indicatus ingår i släktet Thymoites och familjen klotspindlar. Inga underarter finns listade i Catalogue of Life.